# Ernst Kreye
Gottlieb Ernst Kreye (* um 1800 in Halberstadt; † 1863 oder 1864 in Berlin) war ein deutscher Architekt.
Kreye studierte an der Berliner Bauakademie und wurde Ende 1823 Bauinspektor. 1825 wurde er Mitglied des Architektenvereins. Ab 1830 bis zu seinem Tod war er Haus-, Bau- und Ökonomie-Inspektor des Königlichen Museums.
Kreye war ausschließlich in Berlin tätig. Bis 1823 hatte er, zusammen mit Heinrich Bürde, die Bauleitung beim Umbau eines Flügels der Akademie der Künste zur Gemäldegalerie. Von 1824 bis 1829 war er unter der Leitung von Bürde am Bau des Königlichen Museums beteiligt. 1846 hatte er die Bauleitung bei der Ausgestaltung der Neuen Wache.